# Midwestern Songs of the Americas
Midwestern Songs of the Americas is het debuutalbum van de Amerikaanse punkband Dillinger Four. Het is uitgebracht door Hopeless Records op 23 juni 1988, en bevat dertien nummers.

## Nummers
1. "O.K. F.M. D.O.A." - 3:10
2. "#51 Dick Butkus" - 2:24
3. "It's a Fine Line Between the Monkey and the Robot" - 2:18
4. "Portrait of the Artist As a Fucking Asshole" - 2:15
5. "Twenty-One Said Three Times Quickly" - 2:50
6. "Super Powers Enable Me to Blend in With Machinery" - 2:09
7. "Doublewhiskeycokenoice" - 2:20
8. "Supermodels Don't Drink Colt .45" - 2:42
9. "Shut Your Little Trap, Inc." - 2:30
10. "Mosh for Jesus" - 2:13
11. "Hand Made Hard Times Handed Back" - 1:41
12. ""Honey, I Shit the Hot Tub"" - 1:41
13. "The Great American Going Out of Business Sale" - 3:38